# VV Piscis Austrini
VV Piscis Austrini (VV PsA / HD 208886 / HIP 108597) es una estrella en la constelación del Pez Austral de magnitud aparente +7,00.
Se encuentra aproximadamente a 920 años luz del sistema solar. 
De tipo espectral B7Ve, VV Piscis Austrini es una estrella blanco-azulada cuya temperatura efectiva es de 15.000 ± 450 K.
En la mitad de su vida como estrella de secuencia principal, su energía proviene de la fusión del hidrógeno interno, siendo unas 810 veces más luminosa que el Sol.
Cinco veces más masiva que nuestra estrella, su edad se estima en 62 millones de años —1/74 parte de la edad del Sol—.
Rota a gran velocidad, a más de 200 km/s, y está catalogada como estrella Be; estas estrellas muestran líneas de emisión en su espectro provenientes de un disco circunestelar originado por la pérdida de masa y la rápida rotación. ζ Tauri y Dschubba (δ Scorpii) son dos de las principales representantes de este grupo.
VV Piscis Austrini es una estrella variable que exhibe una pequeña variación de brillo de 0,12 magnitudes. Existe un período principal de 0,3951 días y un posible período secundario de 0,1793 días.